# Лорікет
Лоріке́т (Trichoglossus) — рід папугоподібних птахів родини Psittaculidae. Представники цього роду поширені в Австралії та на островах Індонезії і Океанії.

## Опис
Ці папуги бувають 20—25 см величиною і вагою 100—150 г. Колір оперення — зелений з домішками червоного та жовтого кольорів. Відомі тим, що в дикій природі живляться квітковим пилком. Крім того, живляться насінням, плодами та ягодами.

## Розмноження
Самка відкладає від одного до трьох яєць. Потім три тижні їх насиджує поки не вилупляться маленькі папужки. Повністю оперяються малі лорікети тільки через 40 днів. Розрізнити самця від самки важко. Часто це можна зробити лише провівши аналіз ДНК.

## Утримання в неволі
Лорікетів можна без проблем утримувати як домашніх тварин. Вони дуже активні і люблять бавитися. Забезпечте їх просторою кліткою, особливо якщо птах постійно не літає. У клітці повинно бути все необхідне, від корму і води до жердинок та іграшок. Потрібно давати фрукти (яблука, груші, диню, виноград) і зелень. Також у дикій природі лорікети їдять квіти, тому до раціону додають квіти шипшини, кульбаби, настурції, ромашки.

## Види
Виділяють десять видів:
- Лорікет вишневий (Trichoglossus rubiginosus)
- Лорікет зеленоголовий (Trichoglossus chlorolepidotus)
- Лорікет веселковий (Trichoglossus haematodus)
- Лорікет біяцький (Trichoglossus rosenbergii)[3]
- Лорікет синьоголовий (Trichoglossus moluccanus)[4]
- Лорікет червоношиїй (Trichoglossus rubritorquis)[5]
- Лорікет оливковий (Trichoglossus euteles)
- Лорікет золотоволий (Trichoglossus capistratus)[6]
- Лорікет флореський (Trichoglossus weberi)[7]
- Лорікет червоноволий (Trichoglossus forsteni)[8]

## Етимологія
Наукова назва роду Trichoglossus походить від сполучення слів дав.-гр. θριξ — волос і γλωσσα — язик.